# Svartkantad blombock
Svartkantad blombock (Anastrangalia reyi) är en skalbaggsart som först beskrevs av Lucas Friedrich Julius Dominikus von Heyden 1889.  Svartkantad blombock ingår i släktet Anastrangalia och familjen långhorningar.
Artens utbredningsområde är:
- Frankrike.
- Ukraina.

Arten är reproducerande i Sverige. Inga underarter finns listade i Catalogue of Life.